# Provincia de Alto Badajshán

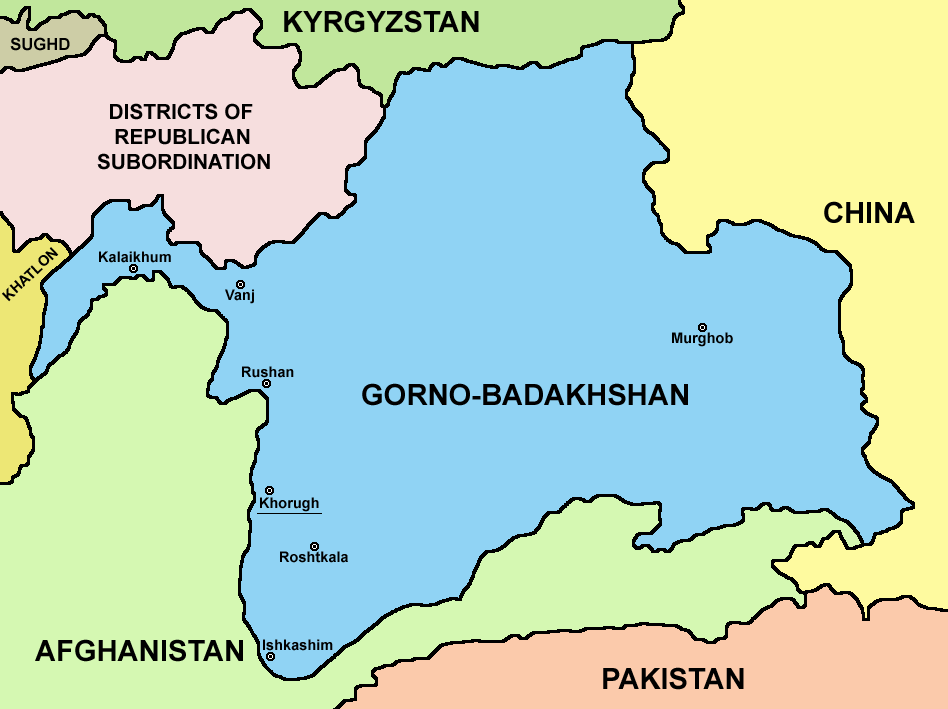

La provincia de Alto Badajshán, anteriormente llamada provincia autónoma de Gorno-Badajshán (Tayiko: Вилояти Мухтори Кӯҳистони Бадахшон/Vilojati Muxtori Kūhistoni Badaxshon), es una provincia montañosa de Tayikistán, de ahí su nombre. Situada en la cordillera de Pamir, constituye cerca del 45 % de la superficie nacional, pero solo el 3 % de la población.
El nombre Gorno-Badajshán era la antigua denominación en ruso y significa Alto Badajshán o Badajshán Montañoso.
La mayoría de la provincia fue reclamada durante mucho tiempo por la República Popular China como parte de la provincia de Sinkiang, hasta la firma de un acuerdo con el gobierno de Tayikistán en 2002.

## Historia
La historia de Alto Badajshán se remonta a los tiempos de los sakas (escitas que vivieron en Asia Central desde el siglo V antes de Cristo hasta el siglo III de nuestra era). De acuerdo con las evidencias registradas en el Majabhárata, las altiplanicies del Pamir fueron territorios poblados por las tribus de los lohas, los parama-kambojas y los rishikas, entre otros. Después, heftalitas, samanides, mongoles y timúrides controlaron la zona. Y, finalmente, los manghitas.
Pero en 1883, e incitados por los británicos, los afganos y los chinos invadieron la región y ocuparon los montes Pamir. Su invasión puso final al tratado ruso-británico de 1872 que establecía una frontera en el valle del río Panj. Afganistán ocupó los valles de Alto Badajshán y los chinos se hicieron con las montañas de los Pamir. Entonces los pamiri pidieron ayuda a Rusia y ofrecieron que los montes Pamir fueran incorporados a Rusia. Sin embargo, Rusia no aceptó la oferta.
La región fue un foco importante de tensiones políticas y conflicto entre los británicos y la Rusia imperial. En 1894 los afganos fueron expulsados del valle del Panj y en 1895 el Panj fue aceptado como frontera entre los dominios británicos y el Imperio ruso. Los territorios al norte del río Panj fueron asignados al Emir de Bujará. La región al sur del Panj (incluyendo la capital tayika Faizabad) se asignó a Afganistán definitivamente.
A partir de 1920 -siendo totalmente anexado el territorio en 1923- la Unión Soviética ocupó toda la región (Pamir y Alto Badajshán) y creó la Provincia Autónoma del Badajshán Montañoso o de Gorno-Badajshán en enero de 1925 y anexionada a la república soviética de Tayikistán después de que esta fuese creada en 1929. Durante los años 1950 muchos de los habitantes locales de Alto Badajshán, conocidos como pamiri, fueron trasladados por la fuerza al sudoeste de Tayikistán.
Después de que Tayikistán obtuviera su independencia en 1991, la región fue rebautizada "Provincia Autónoma de Alto Badajshán". Cuando en 1992 la guerra civil estalló en Tayikistán, el gobierno local declaró su independencia de Dusambé. Durante dicha guerra civil muchos pamiri fueron objeto de matanzas por grupos rivales y Alto Badajshán se convirtió en un bastión de la oposición. Más tarde el gobierno local se retractó de su declaración de independencia.

## Distritos
- Distrito de Vanj
- Distrito de Darvoz
- Distrito de Ishkoshim
- Distrito de Murghob
- Distrito de Jorug (antiguo Roshtqal'a)
- Distrito de Rushón
- Distrito de Shughnón

## Geografía
La Provincia Autónoma de Alto Badajshán tiene una superficie de 63 700 km², un área similar a la de Lituania o Sri Lanka. Lo recorre de este a oeste el río Bartang. Al sur lo separa de Afganistán el río Panj.
Las montañas más altas de la provincia están en la cordillera del Pamir, donde se localizan tres de las cinco cimas de más de 7000 m s. n. m. de la ex Unión Soviética, entre ellos el más alto a escala nacionalel pico Ismail Samani (7495 m s. n. m.). Las otras cumbres son el Independencia (7134 m s. n. m.) en la frontera con Kirguistán, el Karl Marx (6726 m s. n. m.) en la frontera con Afganistán, y el Korzhenevskaya (7105 m s. n. m.).
Las montañas Pamir también destacan por la existencia de varios glaciares cuyo representante más importante es el Glaciar de Fedchenko al norte del Pico de la Independencia que, con 77 km de largo y 700 km² de superficie, es mayor del mundo fuera de las regiones polares.
Entre sus lagos destacan el Karakul, con una cuenca endorreica, y el Sarez, de origen volcánico.

## Demografía
La población está compuesta por una mayoría de pamiríes, con dos minorías: una kirguís y otra rusa.
La ciudad más grande de Alto Badajshán es Jorug (en tayiko: Хоруғ), con una población de 22 000 habitantes; la segunda mayor ciudad de la provincia es Murghob, con aproximadamente 4000 habitantes.
Lógicamente la lengua más extendida por todo el territorio es el tayico, seguida del ruso (que casi todos los habitantes conocen de forma básica). No obstante, Alto Badajshán es el origen de varios lenguajes y dialectos del grupo Pamir: sugní, sarikoli, wají, ishkoshimí, vanyí (hablado en el valle del Vanj y declarado extinto en el siglo XIX), rushoní, bartanguí, jufí, yazgulomí y oroshaní. También hay una población numerosa de kirguises hablantes en el distrito de Murghob.
La mayoría de los habitantes en la región son de religión musulmana, seguidores del Ismailismo chií y siguen al Imán Aga Khan.
Tradicionalmente, la minoría kirguís era nómada y se dedicaba a la cría de ganado en los altos valles de la zona oriental de Alto Badajshán. No obstante, durante el régimen soviético tanto los tayicos como los kirguises fueron obligados a trabajar en granjas comunales. La industria de la región estaba principalmente dedicada al tejido de alfombras y otros oficios, aunque había algunos recursos minerales, tales como plata, lapislázuli y rubíes.
Actualmente, los habitantes de Alto Badajshan son principalmente agricultores y (los que viven en la zona de las montañas Pamir) ganaderos, aunque cierta actividad industrial sí se ha desarrollado: la generación de energía eléctrica procedente de las presas de Jorug, Qal'a-i Jumb, Vanj y Aqsu.

## Transporte
Sólo dos carreteras en buen estado conectan Alto Badajshán con el mundo exterior, Jorog-Osh y Jorog-Dusambé. Ambas son segmentos de la carretera del Pamir.
Existe una tercera carretera desde Jorog hasta Tashkurgán en China a través del Paso de Kulma, pero está en muy mal estado. Finalmente, hay otra carretera, también en bastante mal estado, que conduce desde Jorogh hacia Waján y cruza la frontera afgana (Alto Badajshán está separado de Pakistán por el estrecho -y casi infranqueable- Corredor del Waján).